# Stazione di Valle di Maddaloni
Stazione di Valle di Maddaloni vasútállomás Olaszországban, Valle di Maddaloni településen.

## Vasútvonalak
Az állomást az alábbi vasútvonalak érintik:
- Nápoly–Foggia-vasútvonal

## Kapcsolódó állomások
A vasútállomáshoz az alábbi állomások vannak a legközelebb:
- Stazione di Frasso-Dugenta
- Stazione di Maddaloni Superiore